# Ахеа Эрмоса, Франсиско
Франсиско Ахеа Эрмоса (исп. Francisco Agea Hermosa; 17 июля 1900 — 24 июля 1970) — мексиканский пианист и музыкальный педагог.
Начал учиться как пианист у Педро Луиса Огасона. Завершив своё музыкальное образование под руководством Мануэля Понсе и Карлоса Чавеса, многие годы входил в ближайшее окружение последнего. Был правой рукой Чавеса в Симфоническом оркестре Мексики, действовавшем в 1928—1949 гг., и по итогам работы этого коллектива выпустил подробную хронологию его деятельности (исп. 21 años de la Orquesta Sinfónica de México, 1928-1948). В 1944—1945 гг. возглавлял Национальную консерваторию; среди учеников Ахеа, в частности, Энрике Батис. Выступал как аккомпаниатор с ведущими мексиканскими солистами — в частности, со скрипачом Сильвестре Ревуэльтасом и сопрано Лупе Медина (начиная с их совместных гастролей по северу Мексики в 1926 году). С 1936 г. постоянно выступал как автор концертных программ.